# Vor Frue Kirke (Aalborg)
 For alternative betydninger, se Vor Frue Kirke. (Se også artikler, som begynder med Vor Frue Kirke)
Vor Frue Kirke er beliggende på Vor Frue Plads i centrum af Aalborg tæt ved Bredegade (gågaden). Den er bygget efter tegninger af arkitekt J.E. Gnudtzmann. Kirken blev indviet søndag d. 22. december 1878. Den er opført i røde mursten med sort tegltag.

## Historie
Vor Frue Kirke har eksisteret siden omkring år 1100, hvor den kaldtes "Mariakirken" og lå tilknyttet et benediktinerkloster i det, der den gang var byens østlige udkant. I vestgavlen ses stadig en granitportal, som stammer fra denne første kirke. Dette betragtes som Aalborgs ældste kunstværk.  Den norske tronprætendent Sigurd Slembe skal være gravlagt her efter sin død i 1139;  ligeså Olav Ugjæva (dansk: Olav Ulykke), leder for oprørsstyrken "hættesvendene". Han døde i 1169 og skal senere ifølge Snorre være blevet holdt hellig af danskerne. 
I 1500-tallet blev den udvidet, men sidst i 1800-tallet var den efterhånden blevet så nedslidt, at det ikke vurderedes muligt at renovere den. I stedet opførtes den nuværende kirke, som dog rummer enkelte rester fra benediktinernonneklosteret, opført af granitkvadre over profileret dobbeltsokkel i begyndelsen af 1100-tallet. Klosterkirken bestod af apsis, kor og skib med korsarme.
Alteret tegnet af arkitekt Hermann Baagøe Storck med malerier udført af Frans Schwartz. Prædikestolen er udført af en snedker fra Aalborg og er skænket kirken i 1581. Malm-døbefont fra 1619. Orgelfacade fra 1749. Flere epitafier, blandt andet over Jørgen Lunge og Sophie Brahe.
- Altar
- Døbefonten
- Hovedrummet
- Krucifix
- Orgelet
- Prædikestolen

## Eksterne kilder og henvisninger
- Wikimedia Commons har flere filer relateret til Vor Frue Kirke (Aalborg)
- Vor Frue Kirke Arkiveret 31. januar 2011 hos  Wayback Machine hos nordenskirker.dk
- Vor Frue Kirke hos KortTilKirken.dk